# Galaxy Wars
Galaxy Wars es un videojuego de arcade del género matamarcianos desarrollado por Universal y manufacturado por Taito en 1979.

## Historia
El Arcade Flyer anunció Galaxy Wars como debutando en lugar de Space Invaders, que ya estaba obteniendo en Japón un éxito inmenso. El juego tuvo una similitud importante con Space Invaders, especialmente en el uso de los colores.
Nintendo desarrolló un videojuego similar para recreativas llamado Space Launcher en la misma fecha, es decir 1979. Sin embargo, ambas compañías en sus inicios copiaban constantemente otros éxitos, por lo que se es incierto si Space Launcher fue antes de Universal y éste lo copió o viceversa.